# 현대 i 시리즈
현대 i 시리즈(Hyundai i Series)는 현대자동차에서 생산하는 자동차 시리즈이다. i시리즈는 i10(유럽, 인도, 동남아시아 전용 모델), i20(호주, 인도, 유럽 전용 모델), i30, i40가 있다.

## 목록
- 현대 i10 (유럽, 인도, 동남아시아 전용 모델)
- 현대 i20 (호주, 인도, 유럽 전용 모델)
- 현대 i30
- 현대 i40

## 같이 보기
- 기아 K 시리즈
- 기아 R 시리즈
- 르노코리아 SM 시리즈
- 르노코리아 QM 시리즈
- 쌍용 코란도 시리즈